# 카인즈 오브 카인드니스
《카인즈 오브 카인드니스》(영어: Kinds of Kindness)는 2024년 개봉한 옴니버스 영화이다. 요르고스 란티모스가 감독과 공동각본을 맡았고, 에마 스톤, 제시 플레먼스, 윌럼 더포, 마거릿 퀄리, 홍 차우, 조 앨윈, 마머두 아체이가 출연한다. 세 편의 에피소드를 한 데 묶은 옴니버스 영화로, 배우들이 각각 서로 다른 역할을 연기한다. 2024년 칸 영화제 황금종려상 경쟁 후보작이다.

## 줄거리
영화 "카인드 오브 카인드니스"는 세 개의 독립적인 이야기를 묶은 옴니버스 형식의 블랙 코미디 드라마이다. 첫 번째 이야기는 'R.M.F.의 죽음'으로, 주인공 로버트는 자신의 모든 것을 지배하는 보스 레이먼드의 명령에 따라 살아간다. 레이먼드는 로버트의 삶을 일일이 통제하며 심지어 아내 사라와의 관계까지 관여한다. 어느 날, 레이먼드는 로버트에게 'R.M.F.'라는 인물을 차로 치어 죽이라는 명령을 내리고, 로버트는 두려움에도 불구하고 이를 시도한다. 결국 로버트는 레이먼드에게 버려지고 삶이 무너져 내린다. 그러던 중 레이먼드에게 조종당하는 또 다른 여인 리타를 만나게 되고, R.M.F를 납치해 살해함으로써 다시 레이먼드의 인정을 받으려 한다.
두 번째 이야기 'R.M.F.는 날고 있다'는 경찰관 다니엘이 바다에서 실종됐던 아내 리즈가 헬기를 타고 구조되어 돌아오면서 시작된다. 하지만 리즈는 이전과 전혀 다른 행동을 보이고 다니엘은 그녀를 의심하기 시작한다. 리즈는 임신 사실을 알리지만 다니엘의 의심은 점점 심해지고 급기야 그녀에게 자해를 강요하기에 이르다. 결국 리즈는 다니엘에게 간을 내어주고 죽음을 맞이한다. 이후 다른 리즈가 다니엘에게 나타나고, 영화는 개들이 인간처럼 살아가는 모습으로 마무리된다.
세 번째 이야기 'R.M.F.는 샌드위치를 먹는다'는 섹스 컬트에 속한 에밀리와 앤드류가 죽은 사람을 되살릴 수 있는 여인을 찾아 나서는 여정이다. 그들은 여러 후보를 만나지만 실패하고, 에밀리는 꿈에서 본 여인과 닮은 레베카를 만나게 된다. 레베카의 쌍둥이 동생 루스가 후보가 될 수 있다고 생각하지만, 결국 에밀리는 옛 남편에게 강간을 당하고 컬트에서 쫓겨난다. 이후 다시 컬트로 돌아가기 위해 레베카의 자살을 유도하고, 루스를 납치해 R.M.F.를 되살리려 하지만 결국 교통사고로 죽게 된다. 마지막 장면에서 R.M.F.가 샌드위치를 먹는 모습이 등장하며 영화는 끝을 맺는다.

## 출연
- 엠마 스톤 - 리타 / 리즈 / 에밀리 역
- 제시 플레먼스 - 로버트 / 대니얼 / 앤드루 역
- 윌럼 더포 - 레이먼드 / 조지 / 오미 역
- 마거릿 퀄리 - 비비언 / 마사 / 루스와 리베카 역
- 홍 차우 - 세라 / 샤론 / 아카 역
- 조 앨윈 - 수집품 감정사 / 제리 / 조지프 역
- 마머두 아체이 - 윌 / 닐 / 간호사 역
- 헌터 셰이퍼 - 애나 역